# 土佐備長炭

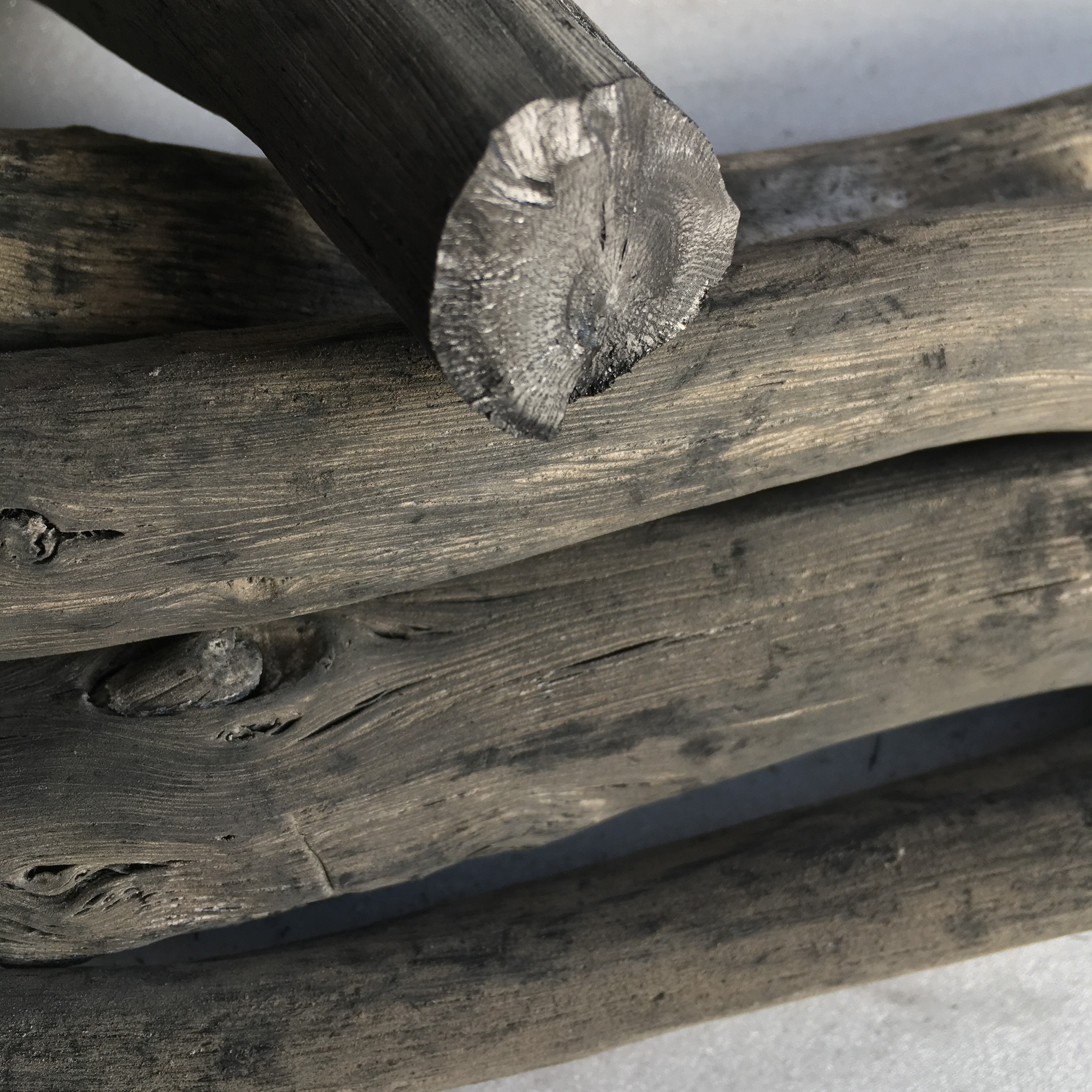
土佐備長炭（ウバメガシ）

土佐備長炭（とさびんちょうたん）とは、高知県またはその近隣地域で製炭された備長炭である。
備長炭は白炭の代表格で、均一な燃焼で長時間火力が安定、煙が少ないのが特徴である。その精錬技術は日本独自のもので、製炭には熟練の技術を要する。
国内で森林率が最も高い高知県は、備長炭の原木であるウバメガシ（Quercus phillyreoides A.Gray）をはじめとしたカシ類の資源集積も多い。これらの地域資源を活かした産業の振興と環境保全に、土佐備長炭が果たしている役割は大きい。
高知県の伝統的特産品である。

## 歴史

### 高知県古来の白炭技術
耕地の少ない高知県では古くから薪炭の生産がさかんであり、土佐炭は日本有数の良質炭として知られていた。高知県在来の白炭技術は、平安時代の白炭技術の流れをくみ発展したといわれる。江戸時代から明治時代初期の型と推定される土佐白炭窯が2010年に室戸市元地区で、明治時代中期から末期の型と推定される土佐白炭窯が2008年に室戸市吉良川町で発見された。

### 紀州備長炭技術の導入
1907年（明治40年）ごろ、和歌山県の製炭者植野蔵次により紀州備長炭の製炭技術が伝えられた。蔵次と息子の林乃助は室戸市羽根町に住み、炭焼きの指導を行った。その業績を称え、室戸市の四国霊場25番「津照寺」に高さ3メートルの記念碑が建てられている。

### 独自の技術体系の形成
昭和恐慌の影響を受け、製炭生産性の向上が課題となった。従来の窯の構造を変えることにより、原木の横くべを可能にし省力化を可能にした。また、窯天井の補強技術の開発によって大型化が進み、土佐備長炭の特徴的な技術体系が形成された。

## 生産量
過去最高の高知県白炭生産量は、1934年の56,959トンである。戦後最高は1951年の43,787トンだが、その後、1960年14,820トン、1970年2,130トン、1980年887トン、1990年447トンと減少した。その後、新窯増設等生産者の努力や新規就業者が増えたことによって増加傾向に転じ、2010年は674トンであった。
2013年に千トンを超え、2014年以降、日本一の生産量を記録している。2022年の生産量は、1,357トンであった。

## 原木
高知県の森林率は84％と国内で最も高く、備長炭の原木であるウバメガシ（Quercus phillyreoides A.Gray）を含むカシ類の資源集積も多い。容積密度が高く備長炭の原木として最適とされるウバメガシは、暖地の海辺に自生する常緑小高木であり、室戸岬～奈半利町、四万十川河口西～足摺町～大月町・宿毛市に生育する。
戦後の拡大造林政策で、多くの広葉樹林がスギ・ヒノキの人工林に変わった。室戸市において比較的多くの原木山が残っているのは 、拡大造林政策への反対運動によって広葉樹が守られたためであるが、1959年当時と比較すると約6割減少している。原木を安定的に確保できる広葉樹林の整備が課題となっている。

## 主な生産地

### 室戸市
土佐備長炭の約5割が生産されている。
2007年、室戸市木炭振興会が、製炭技術の研究と伝承、後継者育成のために設立された。地域内外から研修生を受け入れて多くの製炭士を育成し、2015年、第6回地域再生大賞優秀賞を受賞した。
室戸市木炭振興会の会長森本生長は、生産性の向上のため、改良窯、省力窯の研究開発に取り組んでいる。2019年、日本特用林産振興会より特用林産功労賞を受賞した。環境に配慮した永続的な製炭業を目指し、適期伐採による元気な山の再生を進め、2017年（公社）国土緑化推進機構より、「森の名手・名人」の選定を受けた。

### 大月町
2010年2月、地域資源を生かした産業の創出を目的として、大月町備長炭生産組合が設立された。高知新聞の記事によると、2020年1月時点で組合員は10名、大月町の主要な産業として位置づけられている。
原木の山づくり、植樹、次世代への環境教育の取り組みが評価され、2020年高知県「木の文化賞」を受賞した。2023年、農林水産省「ディスカバー農山漁村（むら）の宝」コミュニティ・地産地消部門で優秀賞を受賞した。

### 東洋町
- 上土佐備長炭東洋組合
- 土佐備長炭生産組合